# Sainte-Osmane
 Sainte-Osmane  es una población y comuna francesa, situada en la región de Países del Loira, departamento de Sarthe, en el distrito de Mamers y cantón de Saint-Calais.

## Demografía
| 340 | 324 | 226 | 188 | 139 | 154 |
| Para los censos de 1962 a 1999 la población legal corresponde a la población sin duplicidades (Fuente: INSEE [Consultar]) |     |     |     |     |     |